# Castillo de Holt
El castillo Holt fue un castillo medieval en el pueblo de Holt en Wrexham, Gales. Su construcción comenzó durante el siglo XIII durante las Guerras Galesas. El castillo estaba situado en la frontera entre Gales e Inglaterra a la vera del río Dee.
En la Edad Media, la fortaleza que se destacaba por sus cinco torres era conocida como Castrum Leonis o Castillo del León porque tenía la figura de un león tallada en piedra en el dintel de su entrada principal. Para el siglo XVII, casi todo el trabajo en piedra había sido removido de su sitio y re usado en la construcción de otras estructuras: solo permanecían en su sitio la base de arenisca y los cimientos.

## Construcción
El castillo fue construido entre 1277 y 1311, el material utilizado en su construcción era arenisca loca. El castillo estaba emplazado en la cima de un promontorio de arenisca de 12 m de alto, a orillas del río Dee. Su planta era un pentágono con torres en cada uno de sus vértices.
El castillo contaba con una rampa ascendente que conducía al acceso principal, barbacana, patio interior, poterna y muros cortina. También tenía un foso que rodeaba los muros exteriores, lleno de agua tomada del río Dee.
Las torres del castillo estaban construidas contra la cara exterior de los muros cortina, de manera similar a los patios interiores en los castillos Ruthin y Conwy.

## Historia

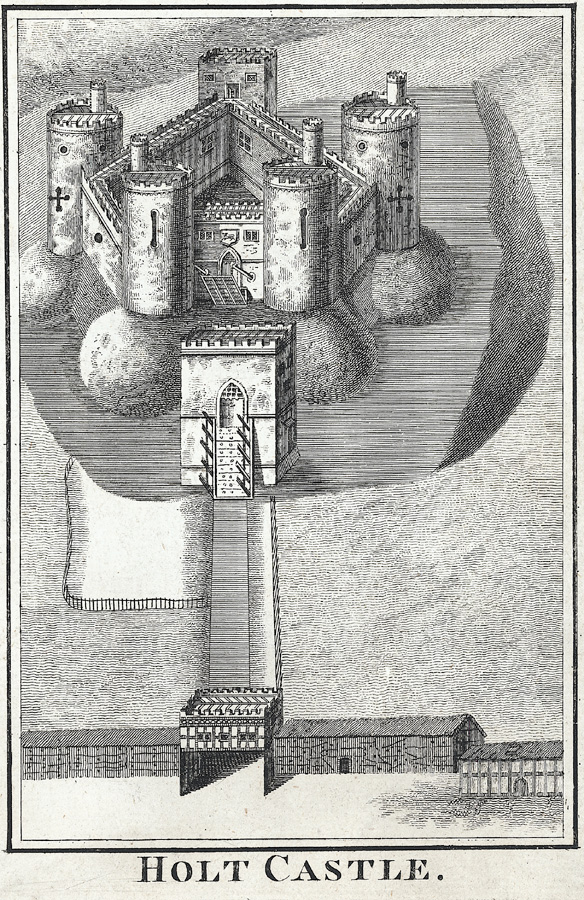
Castillo Holt.

El castillo Holt comenzó a construirse bajo el mandato de Eduardo I de Inglaterra, inmediatamente después de la invasión galesa al norte de Gales en 1277. En 1282, Eduardo I de Inglaterra entregó las tierras en donde Holt estaba situado al lord John de Warenne, a quien le encargó que finalizara la construcción del castillo. En 1311, la construcción del castillo había finalizado y en torno al mismo se estableció un poblado para ser habitado por colonos ingleses.
En el 1400, las fuerzas galesas quemaron el pueblo vecino durante el levantamiento de Owain Glyndwr; aunque el castillo no fue tomado.
En el siglo XVI, el Castillo Holt estaba en desuso y en ruinas. John Norden, topógrafo y mapista inglés en la Inglaterra isabelina hizo un relevamiento de información de la zona, notando que el castillo estaba en decadencia.
Durante la mayor parte de la primera guerra civil inglesa, Holt fue tomado por las tropas reales. Fue capturado por los parlamentaristas en 1643 pero fue recapturado por las tropas reales en la primavera de 1644. Después de su rendición, trece miembros de las tropas parlamentarias fueron muertos con espadas y sus cuerpos arrojados al foso. En enero de 1647, después de un sitio que duró nueve meses, el gobernador de las fuerzas del rey, Sir Richard Loyd se rindió y entregó Holt a Thomas Mytton, comandante de los partamentarios. Después de la rendición de Holt, el Castillo Harlech fue el único en Gales bajo el control de las tropas reales, y fue tomado por Mytton en marzo de ese año. Tras la rendición, el Coronel Roger Pope fue designado gobernador parlamentario de Holt. Por orden del parlamento, Holt fue abandonado más tarde ese año.
Entre 1675 y 1683, Sir Thomas Grosvenor, 3.er Baronet de Eaton destruyó la mayor parte del castillo usando  sus piedras para reconstruir Eaton Hall después de la guerra civil inglesa.
En el siglo XVIII, todo lo que quedaba del Castillo Holt era una parte de una torre y un edificio rectangular.
A comienzos del siglo XXI, lo único que sobrevive del Castillo Holt es su base de arenisca. Sin embargo, es posible observar algunos rasgos masones tales como su entrada principal y los cimientos de la torre cuadrada.